# Orkucany (przystanek kolejowy)
Orkucany – czynny przystanek kolejowy w mieście Sabinov (dzielnica Orkucany, do 1985 osobna wieś) w powiecie Sabinov w kraju preszowskim na Słowacji.